# Conferma del credito
La conferma del credito è una garanzia personale tipica della vendita su documenti, cioè la vendita che ha per oggetto beni rappresentati da titoli. In questa figura di vendita l'alienante si libera dall'obbligo della consegna trasferendo all'acquirente i titoli rappresentativi di merci. 
Il pagamento del prezzo avviene dunque dopo che la merce è stata spedita dal venditore, il quale conseguentemente sente molto forte l'esigenza e la necessità di veder garantito proprio il pagamento nella sua puntualità. Questa esigenza è soddisfatta spesso con la conferma del credito ad opera di un istituto bancario, il quale, con questo negozio, assicura al venditore la presenza e la disponibilità di fondi del compratore al tempo della consegna dei titoli. La conferma impegna la banca a pagare il prezzo nel momento della consegna dei titoli. Le uniche eccezioni che l'istituto creditizio può opporre sono quelle afferenti all'irregolarità e all'incompletezza dei documenti e quelle inerenti al rapporto di conferma del credito. Non può invece opporre le eccezioni basate sulla compravendita. 
La conferma del credito fonda una garanzia autonoma: il compratore resta tenuto a pagare il prezzo, ma, in forza di questo schema, l'obbligazione della banca diventa primaria (quindi, il venditore può rivolgersi al compratore solo dopo che la banca ha rifiutato il pagamento).